# Naco, Honduras
Naco är en ort i Honduras.   Den ligger i departementet Departamento de Santa Bárbara, i den västra delen av landet, 180 km nordväst om huvudstaden Tegucigalpa. Naco ligger 144 meter över havet och antalet invånare är 3 966.
Terrängen runt Naco är varierad. Runt Naco är det ganska tätbefolkat, med 104 invånare per kvadratkilometer. Närmaste större samhälle är Cofradía, 4,0 km nordost om Naco. Omgivningarna runt Naco är en mosaik av jordbruksmark och naturlig växtlighet.